# Kamienica przy ulicy Krakowskiej 16 w Tarnowskich Górach
Kamienica przy ul. Krakowskiej 16 w Tarnowskich Górach – wpisana do rejestru zabytków nieruchomych województwa śląskiego  kamienica z 1906 roku znajdująca się na terenie zabytkowego śródmieścia miasta Tarnowskie Góry, przy północnej pierzei ulicy Krakowskiej.

## Historia
Na działce przy Krakauerstrasse 16 – obecnie ul. Krakowskiej 16 – pierwotnie znajdował się parterowy budynek przypominający formą wiele innych znajdujących się w Tarnowskich Górach domów z XVII i XVIII wieku, takich jak np. słynny Dworek Goethego przy ul. Górniczej. W 1865 roku Constantin von Koschützki, który na zlecenie właścicieli, rodziny Benke, dokonywał jednej z jego przebudów (nadbudowania północno-wschodniego narożnika), określił go jako „stary”. W 1874 roku mistrz murarski Franz Mrowietz dokonał przebudowy znajdującej się na zapleczu budynku stajni, a w 1892 roku Daniel Scholz przeprojektował wejścia i okna. Zabudowania pod tym adresem były w 1765 roku warte 263 talary, a w 1800 – 220 talarów.

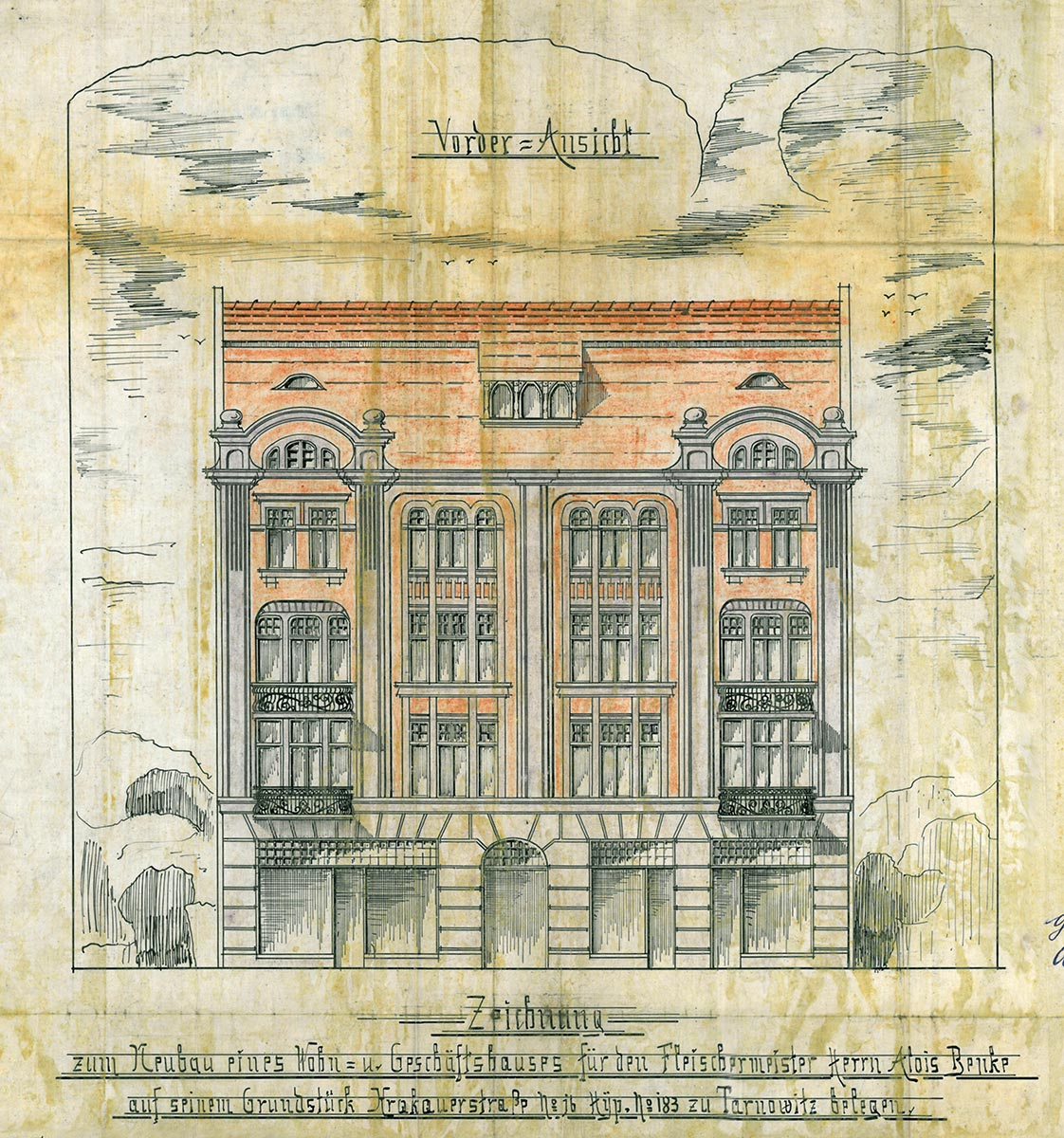
Pierwszy, niezrealizowany projekt kamienicy. Rysunek H. Pisczka z 1906 roku

Historia budynku w jego obecnym kształcie rozpoczyna się w 1906 roku, kiedy to mistrz tarnogórskiego cechu rzeźników, Alois Benke, postanowił wybudować pod numerem 16 okazałą kamienicę, najwyższą przy Krakauerstrasse. Pierwszy projekt nowego budynku został sporządzony 25 stycznia 1906 roku przez architekta Heinricha Pisczka. Zakładał on budowę trzypiętrowej kamienicy mieszkalno-handlowej w stylu secesyjnym. Budowniczy miejski Szameitke zaakceptował ten projekt 22 marca, jednak swój sprzeciw wobec zbyt dużej wysokości budynku, niedostosowanej do sąsiednich budynków pod numerami 14 i 18, zgłosił miejski technik budowlany Hahn. W pierwotnym projekcie pojawiły się ponadto błędy polegające na podaniu innej wysokości kamienicy na rysunku przekroju (14,75 m) i innej na rysunku fasady (15,75 m).
Drugi projekt Pisczka, nieco skromniejszej dwupiętrowej kamienicy, został przedstawiony 14 maja 1906 roku, następnego dnia zaakceptowany, choć Hahn wymusił obniżenie wysokości budynku jeszcze o 13 cm – z 13,18 na 13,05 m – co stanowiło średnią z wysokości dwóch sąsiednich kamienic (sięgających 14,0 i 12,1 m). W niedługim czasie koncepcję zrealizowano. Budowę oficyny dokończył rok później Emanuel Dziuba, natomiast w 1911 i 1913 roku drobne przebudowy zostały przeprowadzone przez Karla Korbscha.
W latach 50. XX wieku na parterze kamienicy, w miejscu dawnej kawiarni Seipolta, urządzono bar mleczny. Nad jego wejściem umieszczono szyld Okręgowej Spółdzielni Mleczarskiej Tarnowskie Góry z ul. Legionów. Miał on długość 5 m i szerokość 0,5 m.
Aktualnie w kamienicy mieści się bank i apteka (na parterze) oraz szkoła językowa (na piętrze).

## Architektura

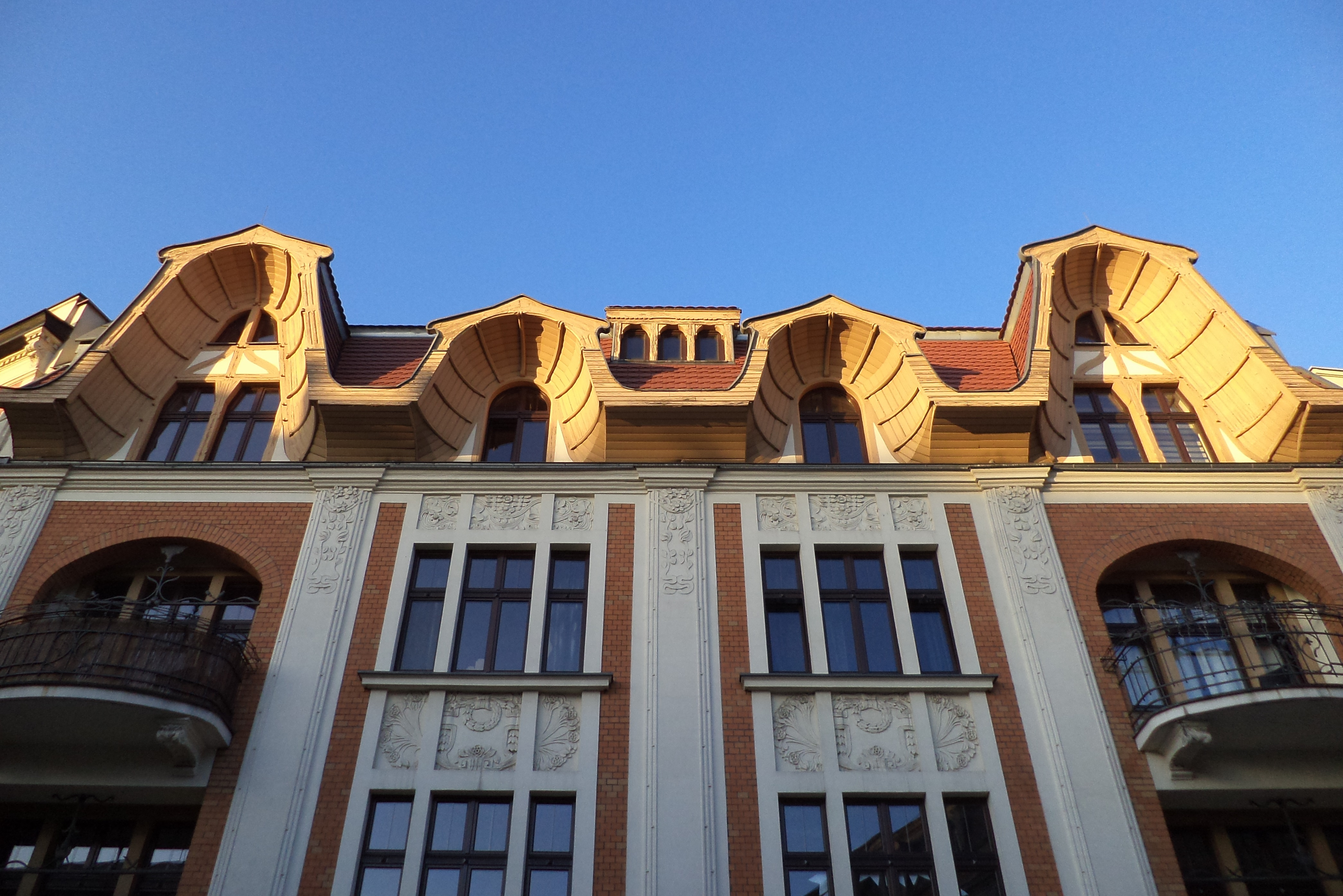
Zdobiony, mansardowy dach kamienicy (2019)

Kamienica pod numerem 16 przy ulicy Krakowskiej zbudowana jest w rzucie trapezu z dwiema bocznymi bezstylowymi oficynami. Jest dwupiętrowa z wysokim poddaszem użytkowym. Według Zofii Krzykowskiej, historyk sztuki i wieloletniej dyrektor Muzeum w Tarnowskich Górach, jest to jedna z najcenniejszych secesyjnych kamienic w województwie śląskim. Szczególną uwagę zwraca przede wszystkim falisty mansardowy dach wykonany z drewna, o okapach wystających daleko przed lico budynku. Charakterystyczne mansardy przyjmują kształt połączonych niższych oraz wyższych łuków koszowych. Elewacja budynku jest symetryczna, ze spiętrzonymi loggiami balkonowymi zamkniętymi łukami koszowymi w bocznych osiach. Na płycinach i lizenach występują bogate dekoracje w postaci motywów wici kwiatowych, róż, wieńców laurowych i ślimacznic.

## Galeria

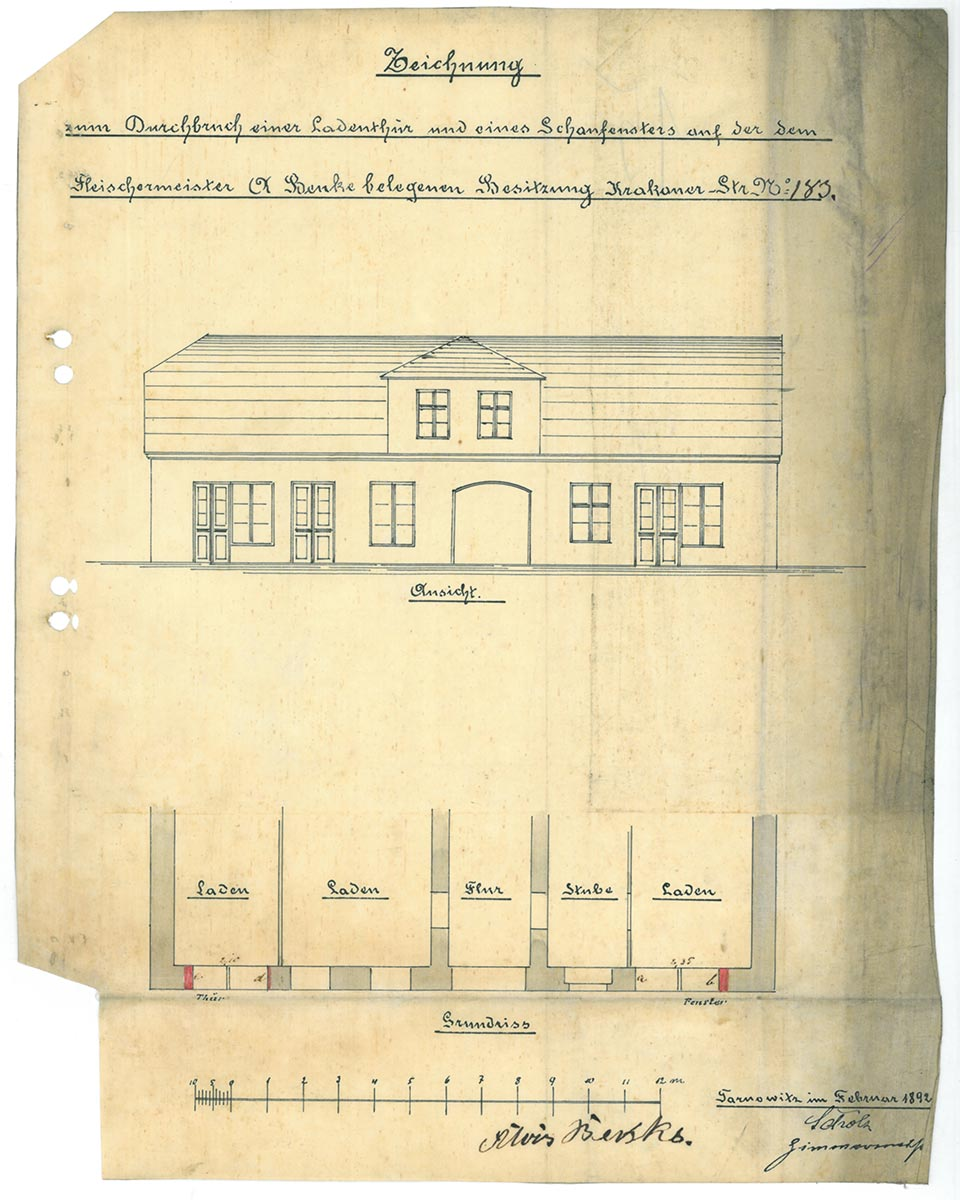
Budynek w miejscu obecnej kamienicy. Rysunek D. Scholza z 1892 roku
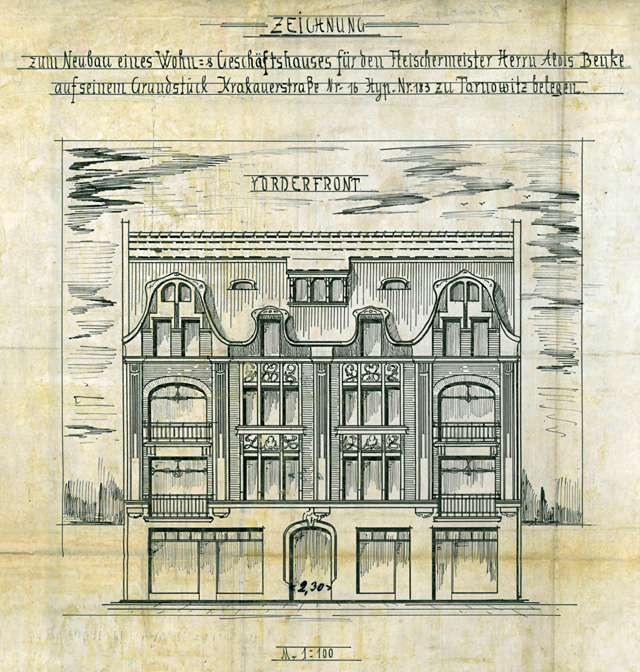
Zrealizowany projekt kamienicy. Rysunek H. Pisczka z 1906 roku
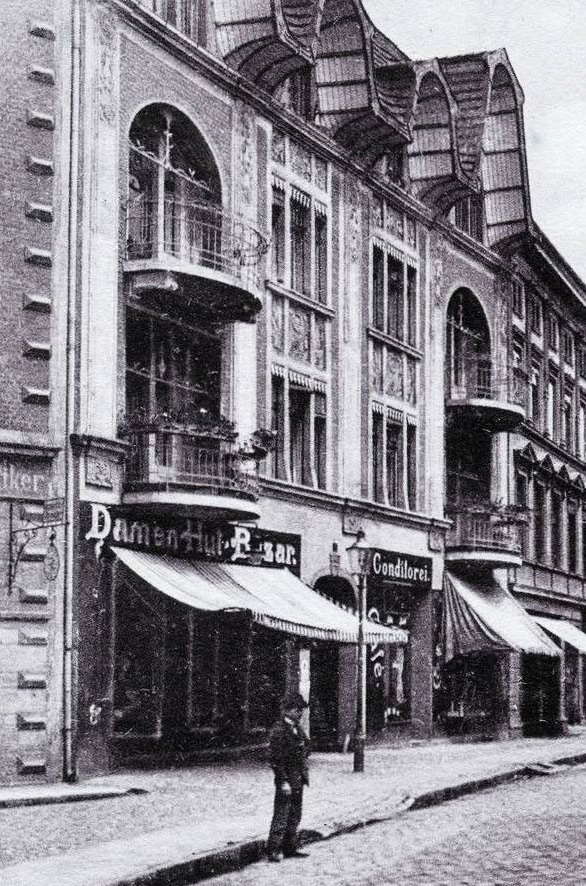
Kamienica w 1908 roku
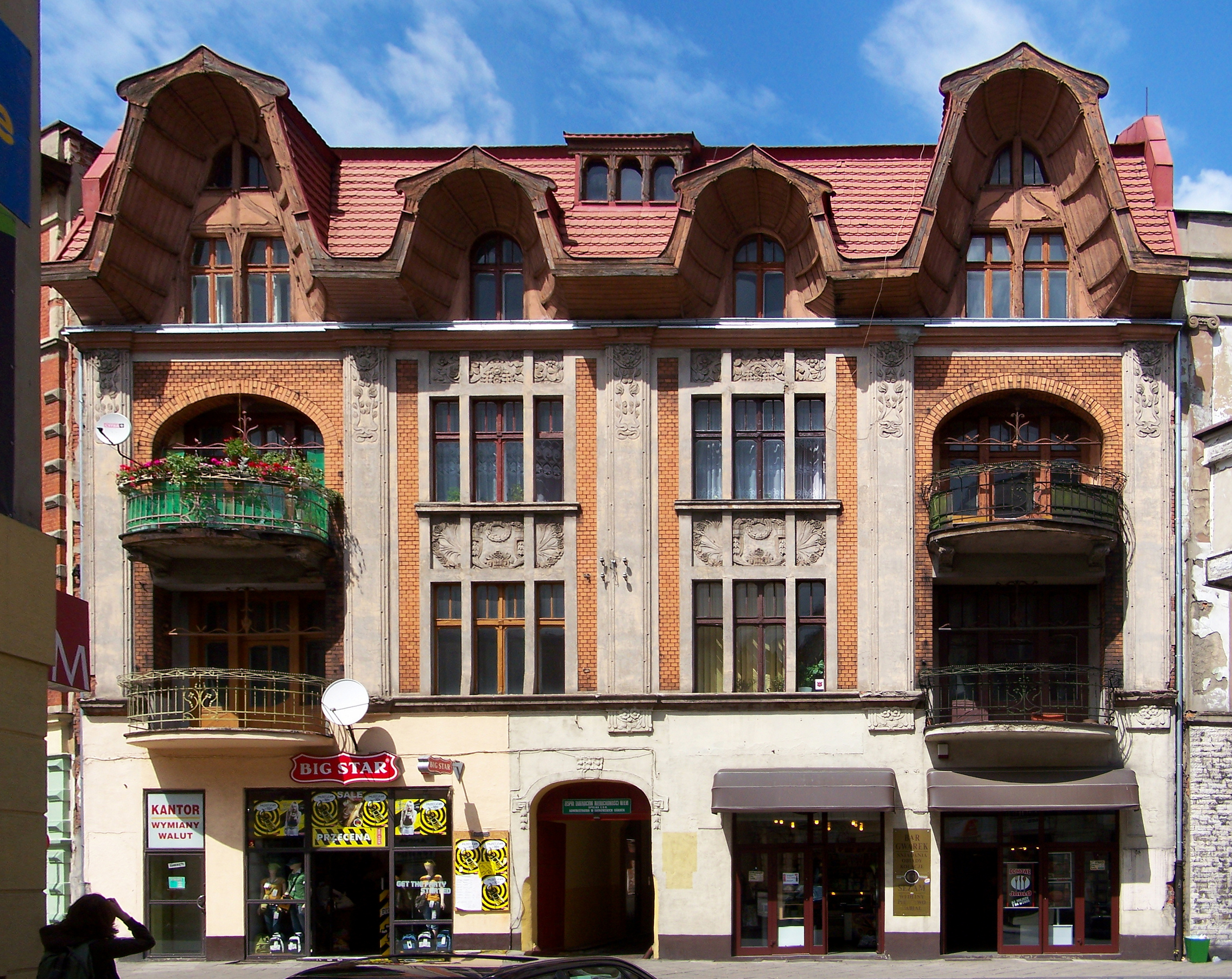
Kamienica w 2007 roku